# 45a edició de les Diosas de Plata
La 45a entrega de les Diosas de Plata es va dur a terme el 19 d'abril de 2016 al Teatre 1 del Centre Cultural (abans Telmex), situat a Avinguda Cuauhtémoc número 19 cantonada amb carrer Puebla, a la Colonia Roma, a Mèxic. La llista de nominats es va fer pública el 6 d'abril de 2016 en la seu de l'Hotel Crowne Plaza a la Ciutat de Mèxic. En aquesta nova edició es va rendir un homenatge als 60 anys de carrera d'Enrique Guzmán i a La Única Internacional Sonora Santanera. On a més, a partir de l'edició a dur-se a terme el premi a Revelació femenina en Cinema portarà per nom Silvia Pinal.

## Guanyadors i nominats
Nota: Els guanyadors estan llistats primer i destacats en negreta. ⭐
| Millor pel·lícula - Mexican Gangster ⭐ - 600 millas - A la mala - Ilusiones S.A. - Las horas contigo - Manto acuífero | Millor direcció "Emilio Fernández" - José Manuel Cravioto per Mexican Gangster ⭐ - Gabriel Ripstein por 600 millas - Pedro Pablo Ibarra per A la mala - Roberto Girault per Ilusiones S.A. - Catalina Aguilar Mastretta per Las horas contigo - Michael Rowe per Manto acuífero                             |
| Millor actor - Kristyan Ferrer per 600 millas ⭐ - Mauricio Ochmann per A la mala - José Carlos Ruiz per En el último trago - Jaime Camil per Ilusiones S.A. - Tenoch Huerta per Mexican Gangster                                                                                            | Millor actriu María Félix - Cassandra Ciangherotti per Las horas contigo ⭐ - Aislinn Derbez per A la mala - Cecilia Suárez per Elvira, te daría mi vida pero la estoy usando - Verónica Langer per Hilda - Adriana Louvier per Ilusiones S.A.                                                               |
| Millor coactuació masculina - Roberto D'Amico per Ilusiones S.A. ⭐ - Arturo Ríos per Eddie Reynolds - Marco Perez per Mexican Gangster - Noé Hernández per Mexican Gangster - Héctor Bonilla per Una última y nos vamos                                                                     | Millor coactuació femenina Silvia Derbez - Silvia Mariscal per Ilusiones S.A. ⭐ - Aurora Papile per A la mala - Jacqueline Bracamontes per Entrenando a mi papá - María Rojo per Las horas contigo |
| Millor revelació masculina - Vadhir Derbez per Ladrones ⭐ - Miguel Conde per Ilusiones S.A. - La bomba per Los jefes - Oliver Nava per Una última y nos vamos | Millor revelació femenina - Andrea Ortega Lee per Ella es Ramona⭐ - Vico Escorcia per Eddie Reynolds - Cristina Rodlo per Ladrones |
| Millor actor de quadre masculí - José Ron per A la mala⭐ - José Carlos Ruiz per Ilusiones S.A. - Pedro Weber "Chatanuga" per En el último trago - MC Babo per Los jefes | Millor actriu de quatre - Mariana Treviño per Una última y nos vamos ⭐ - Vanessa Bauche per Elvira, te daría mi vida pero la estoy usando - Marina de Tavira per Ilusiones S.A. - Arcelia Ramírez per Las horas contigo - Isela Vega per Las horas contigo                                                  |
| Millor Opera Prima - 600 millas per Gabriel Ripstein ⭐ - Hilda per Andrés Clariond - Las horas contigo per Catalina Aguilar Mastretta - Los jefes per Jesús "Chiva" Rodríguez | Millor fotografia - Sergei Saldívar Tanaka per Ilusiones S.A. ⭐ - Fido Pérez Gavilán per A la mala - Hugo Rodríguez per Ella es Ramona - Arturo Bidart per Entrenando a mi papá |
| Millor edició - Jorge García Porri per Ilusiones S.A. ⭐ - Ángel De Guillermo per Una última y nos vamos - Ángel Hernández per A la mala - Jorge Macaya per Mexican Gangster - Laura Pesce i Francisco X. Rivera per Ella es Ramona - Santiago Pérez Rocha i Gabriel Ripstein per 600 millas | Millor guió - Michael Rowe per Manto acuífero ⭐ - Gabriel Ripstein e Issa López per 600 millas - Issa López y Ari Rosen per A la mala - Olivia Núñez, Juan Ignacio Peña y Roberto Girault per Ilusiones S.A. - Catalina Aguilar Mastretta per Las horas contigo - José Manuel Cravioto per Mexican Gangster |
| Millor música de fons - Juan Manuel Langarica per Ilusiones S.A. ⭐ - Rodrigo Dávila per A la mala - Víctor Hernández Stumpfhauser per Las horas contigo - Cartel de Santa per Los jefes | Millor cançó - «El ordinario» per Mexican Gangster compositor Enjambre ⭐ - «El amor lástima así» per A la mala compositor Motel i María José - «Mis 15 bigotes de fama» per Por mis bigotes compositor Javier Gurruchaga                                                                                    |
| Millor curtmetratge - Luces brillantes per Alejandro Gerber Bicecci ⭐ - 3 variaciones de Ofelia per Paulo Riqué - El buzo per Esteban Arrangoiz - Espejito espejito per Alerick Barba Z. | Millor curtmetratge d'animació - Los ases del corral per Irving Sevilla i Manuel Báez ⭐ - La máquina per René David Reyes García - Olas del cielo per Gildardo Santoyo del Castillo |
| Millor documental - Sunú per Teresa Camou Guerrero ⭐ - Archivo 253 per Abe Rosenberg - Chuy, El hombre lobo per Eva Aridjis | Millor actuació infantil - Zaili Sofía Macías Galván per Manto acuífero - Saraí Meza per Entrenando a mi papá - Emmanuel Lattanzio per La fórmula del doctor Funes - Santiago Torres per Por mis bigotes |
| Millor pel·lícula d'animació - Un gallo con muchos huevos per Gabriel Riva Palacio Alatriste - Guardianes de Oz per Alberto Mar - Don Gato: El Inicio de la Pandilla per Andrés Couturier - La leyenda de las momias de Guanajuato per Alberto Rodriguez                                     | Diosas especials - - Diosa de Plata per 60 anys de carrera a: Enrique Guzmán - Diosa de Plata per una vida dedicada a la comèdia a: Polo Ortín |